# Aurelijus Veryga
Aurelijus Veryga, né le 8 août 1976 à Užventis, est un psychiatre, professeur et homme politique lituanien.
Le 13 décembre 2016, il est nommé ministre de la Santé dans le gouvernement Skvernelis.